# Corrençan
Corrensan és un municipi del departament francès del Gers, al cantó d'Eusa, ubicat a la regió Occitània.

## Demografia
| 1962                                       | 1968 | 1975 | 1982 | 1990 | 1999 | 2006 |
| ------------------------------------------ | ---- | ---- | ---- | ---- | ---- | ---- |
| 389                                        | 461  | 457  | 383  | 369  | 375  | 371  |
| Des de 1962: població sense dobles comptes |      |      |      |      |      |      |

## Administració
| Període | Identitat       | Partit |
| ------- | --------------- | ------ |
| 2001-   | Honorine Burgan |        |

## Personalitats vinculades al poble
- Jacques Brunel jugador i entrenador de rugbi a 15 de la USAP.